# Une girafe sous la pluie
Une girafe sous la pluie è un cortometraggio d'animazione del 2007 diretto da Pascale Hecquet, prodotto da Belgio e Francia e presentato al 28º Festival di cinema africano di Verona.

## Trama
A Djambali, tutta l'acqua viene monopolizzata dalla piscina di Sir Lion. Una giraffa temeraria non ne può più di questa situazione e dirotta l'acqua verso l'albero che le serve per i suoi pasti. Il gesto avrà delle conseguenze pesanti: espulsa dalla sua Africa natale, dovrà rifarsi una vita in un altro Paese, in una città del nord abitata esclusivamente da cani.